# Henryk Litwin
Henryk Jan Litwin (ur. 13 marca 1959 w Warszawie) – polski historyk, dyplomata, doktor habilitowany nauk humanistycznych, konsul generalny we Lwowie (1991–1994), ambasador RP na Białorusi (2007–2010), podsekretarz stanu w Ministerstwie Spraw Zagranicznych (2010–2011), ambasador RP na Ukrainie (2011–2016).

## Życiorys

### Wykształcenie
W 1982 ukończył studia w Instytucie Historycznym Uniwersytetu Warszawskiego. Podjął następnie studia doktoranckie w Instytucie Historii Polskiej Akademii Nauk, zakończone w 1988 obroną pracy doktorskiej pt. Napływ szlachty polskiej na Ukrainę w latach 1569–1648. Habilitował się w 2014 w dziedzinie nauk humanistycznych w dyscyplinie historia na Katolickim Uniwersytecie Lubelskim na podstawie rozprawy zatytułowanej Chwała Północy. Rzeczpospolita w polityce zagranicznej Stolicy Apostolskiej w I połowie XVII wieku. Jego aktywność naukowa skupia się na dziejach ziem ukrainnych I Rzeczypospolitej, historii dyplomacji papieskiej w XVI i XVII wieku oraz intelektualnej genezie demokracji szlacheckiej.
Henryk Litwin posługuje się angielskim, rosyjskim, włoskim, ukraińskim i łaciną.

### Praca zawodowa
Od 1988 do 1991 pracował w Instytucie Historii PAN jako adiunkt. W 1991 rozpoczął pracę w Ministerstwie Spraw Zagranicznych. Został kierownikiem Agencji Konsularnej RP we Lwowie, a w 1993, po jej przekształceniu w konsulat generalny, pierwszym konsulem generalnym RP we Lwowie. W latach 1994–1995 pracował w Polskim Instytucie Historii w Rzymie, pełniąc funkcję koordynatora edycji „Acta Nuntiaturae Polonae”.
W 1995 wrócił do służby dyplomatycznej. Był zastępcą dyrektora Departamentu Europa-Wschód w MSZ odpowiedzialnym za stosunki Polski z Białorusią, Ukrainą i Mołdawią. Od 1997 był kierownikiem wydziału konsularnego w stopniu radcy-ministra w Ambasadzie RP w Rzymie. W latach 2001–2005 był zastępcą ambasadora i kierownikiem wydziału politycznego Ambasady w Moskwie. Po powrocie do kraju był naczelnikiem Wydziału Federacji Rosyjskiej oraz zastępcą dyrektora Departamentu Polityki Wschodniej MSZ.
W lutym 2006 został powołany na stanowisko ambasadora RP na Białorusi. Ze względu na napięcia w stosunkach dwustronnych listy uwierzytelniające złożył dopiero 11 grudnia 2007. 7 maja 2010 objął stanowisko podsekretarza stanu w MSZ. Odpowiadał m.in. za politykę wschodnią oraz sprawy konsularne.
31 maja 2011 objął funkcję ambasadora RP na Ukrainie. Postanowieniem z 5 sierpnia 2015 odwołano go z dniem 31 grudnia 2015, jednakże postanowienie to uchylono postanowieniem z 14 grudnia 2015. Ostatecznie odwołany z dniem 31 sierpnia 2016. Po powrocie pracował na samodzielnym stanowisku w Departamencie Współpracy z Polonią i Polakami za Granicą MSZ. W 2016 został także wykładowcą w Studium Europy Wschodniej UW. Od września 2019 do listopada 2022 był dyrektorem Departamentu Polityki Europejskiej MSZ. Następnie pracował na samodzielnym stanowisku w Departamencie Współpracy z Polonią i Polakami za Granicą MSZ. W 2024 odszedł z MSZ. W czerwcu 2024 został prezesem zarządu Fundacji Solidarności Międzynarodowej. Objął również funkcję wiceprzewodniczącego rady Fundacji „Pomoc Polakom na Wschodzie” im. Jana Olszewskiego.

## Życie prywatne
Żonaty, ojciec dwóch synów.

## Publikacje
Publikacje książkowe
- Henryk Litwin, Dariusz Maciak, Sejm polski w połowie XVII wieku. Organizacja i działanie systemu parlamentarnego dawnej Rzeczypospolitej, Warszawa: SKNH, 1983, s. 69, OCLC 830219597.
- Acta Nuntiaturae Polonae, t. 23: Antonius Santa Croce (1627–1630). Vol. 1 (1.III.1627–29.VII.1628), Henryk Litwin (red.), Fryburg: Fundacja z Brzezia Lanckorońskich, 1996, s. 418, OCLC 835848256.
- Henryk Litwin, Napływ szlachty polskiej na Ukrainę 1569–1648, Warszawa: Wydawnictwo Naukowe Semper, 2000, s. 224, ISBN 83-86951-67-2.
- Henryk Litwin, Równi do równych. Kijowska reprezentacja sejmowa 1569–1648, Warszawa: Wydawnictwo DiG, 2009, s. 193, ISBN 978-83-7181-573-7.
- Henryk Litwin, Chwała północy. Rzeczpospolita w polityce Stolicy Apostolskiej 1598–1648, Warszawa: Państwowy Instytut Wydawniczy, 2018, s. 432, ISBN 978-83-06-03469-1.
- Henryk Litwin, Zjednoczenie narodów cnych: polskiego, litewskiego, ruskiego. Wołyń i Kijowszczyzna w Unii Lubelskiej, Warszawa: Państwowy Instytut Wydawniczy, 2019, s. 247, ISBN 978-83-66272-75-0.
- W poszukiwaniu polskości. Historia Kartą Polaka pisana, Henryk Litwin, Dorota Byszewska-Miłosińska (red.), Warszawa: Departament Współpracy z Polonią i Polakami za Granicą. Ministerstwo Spraw Zagranicznych, 2020, s. 159, ISBN 978-83-955989-0-6.

Tłumaczenia
- Stanisław Zaborowski, Traktat w czterech częściach o naturze praw i dóbr królewskich oraz o naprawie królestwa i o kierowaniu państwem, Henryk Litwin, Jerzy Staniszewski (tłum.), Kraków: Arcana, 2005 (Mądrość Polska), s. 345, ISBN 83-89243-47-4.